# Le Sacré-Cœur de Montmartre
Le Sacré-Cœur de Montmartre est un tableau peint par Georges Braque en 1910. Cette huile sur toile cubiste représente la basilique du Sacré-Cœur de Montmartre. Elle est conservée au Lille Métropole Musée d'Art moderne, d'Art contemporain et d'Art brut, à Villeneuve-d'Ascq, dans le Nord.